# おがせ池夏まつり
おがせ池夏まつり（おがせいけなつまつり）は、岐阜県各務原市の苧ヶ瀬池周辺で行なわれる祭りである。

## 概要
- 毎年7月第3または第4土曜日に行われる、苧ヶ瀬池に祭られている八大龍王殿の神事である。1960年代から開催[1][2]。
- 主催はおがせ池夏まつり実行委員会（各務区、各務発展会、各務原市観光協会、岐阜新聞、岐阜放送の共同）である[3]。
- 花火大会（おがせ池夏まつり花火大会）が開催される。2023年に第35回を数え[4]、苧ヶ瀬池の舟上から約1000発の花火が打ち上げられる[3]。
- 岐阜県内で岐阜新聞及び岐阜放送が主催（又は後援）する花火大会、「岐阜新聞・岐阜放送花火シリーズ」の一つであり、岐阜新聞・岐阜放送花火シリーズで最初に行われる[5]。

## 主な催し物
- 鯉みこし（各務小学校の児童が製作）の展示、練り歩き
- 舟山（多数の提灯を飾りつけた舟）
- 児童による笛・太鼓演奏
- ステージイベント
- 花火大会

## 交通アクセス

### 公共交通機関
- 名鉄各務原線苧ヶ瀬駅下車、徒歩で約15分[4][6]
- JR高山本線各務ケ原駅下車、徒歩で約20分

### 自動車
- 近隣には駐車場が無く、各務小学校グラウンド、村国座駐車場、各務原市民会館駐車場が臨時駐車場となる[4][6]。